# Colom verdós de doble collar
El colom verdós de doble collar  (Treron bicinctus) és una espècie d'ocell de la família dels colúmbids (Columbidae) que habita els boscos d'Àsia meridional des de Sri Lanka i el centre de l'Índia, cap a l'est per Assam, Myanmar, Tailàndia, sud de Laos i el Vietnam fins al nord de Malaia, Hainan i Java.